# Livre II des Fables de La Fontaine
Le Livre II des Fables de La Fontaine fait partie du premier recueil de Fables de Jean de La Fontaine, publié en 1668, composé de 20 fables en vers avec morale.

## Tableau des sources desFablesdeLa Fontaine: Livre II
| N° | Fables                                                | Sources |
| -- | ----------------------------------------------------- | --- |
| 1  | Contre ceux qui ont le goût difficile                 | Phèdre (IV, 6) |
| 2  | Conseil tenu par les rats                             | Abstémius ; Jacques Régnier et son « Les Rats et le Chat » ou à une mazarinade « La Grippeminaude de la cour ». |
| 3  | Le Loup plaidant contre le renard par-devant le singe | Ésope Phèdre — « Le Loup et le Renard plaidant devant le Singe » |
| 4  | Les Deux Taureaux et une grenouille                   | Phèdre — « La Grenouille prudente » ; le combat est tiré de Virgile (« Géorgiques », III, vers 215-241) |
| 5  | La Chauve-souris et les Deux Belettes                 | Ésope |
| 6  | L'Oiseau blessé d'une flèche                          | Ésope — « L'Oiseau blessé d'une flèche » |
| 7  | La Lice et sa compagne                                | Phèdre — « La Chienne avec ses petits » |
| 8  | L'Aigle et l'Escarbot                                 | Ésope — « L'Aigle et le Scarabée » Abstémius |
| 9  | Le Lion et le Moucheron                               | Ésope — « Le Cousin et le Lion » |
| 10 | L'Âne chargé d'éponges et l'Âne chargé de sel         | Ésope — « L'Âne chargé de sel». Plutarque « Quels animaux sont les plus avisés, ceux de la terre ou ceux de l'eau ». Faërne ensuite sera lu par La Fontaine (« Centum fabulae », 1564), de même enfin que Vendizoti (« Cento favole morali », 1570). Montaigne « Apologue de Raymond Sebon »  |
| 11 | Le Lion et le Rat                                     | Ésope — « Le Lion et le Rat reconnaissant » Clément Marot (1496-1544), valet de chambre de François Ier, avait déjà écrit une épître portant pour titre « À mon ami Lyon Jamet ». Il est possible que La Fontaine ait voulu rivaliser avec le poète de cour dans un souci de saine émulation. |
| 12 | La Colombe et la Fourmi                               | Ésope — « La Fourmi et la Colombe ». |
| 13 | L'Astrologue qui se laisse tomber dans un puits       | Platon (« Théétète », 174 a-d° ) : l'aventure est attribuée à Thalès Ésope Montaigne |
| 14 | Le Lièvre et les Grenouilles                          | Ésope — « Les Lièvres et les Grenouilles » |
| 15 | Le Coq et le Renard                                   | Facétie de l'humaniste italien Pogge (1380-1459) unie en 1484 aux fables d'Ésope et plus spécifiquement à la fable proche de celle de La Fontaine « Le Chien, le Coq et le Renard ». |
| 16 | Le Corbeau voulant imiter l'aigle                     | Ésope — « L'Aigle, le Choucas et le Berger » |
| 17 | Le Paon se plaignant à Junon                          | Phèdre (Livre III, 16, « Plainte du Paon à Junon ») |
| 18 | La Chatte métamorphosée en femme                      | Ésope — « La Chatte et Aphrodite » |
| 19 | Le Lion et l'Âne chassant                             | Ésope — « Le Lion et l'Âne chassant de compagnie » |
| 20 | Testament expliqué par Ésope                          | Phèdre ; Le Maître de Sacy en fera paraître une adaptation française dans ses « Fables » destinées aux élèves de Port-Royal. |